# Liste des médaillés aux Jeux olympiques d'hiver de 1988
Cet article présente la liste des médaillés aux Jeux olympiques d'hiver de 1988, qui se sont déroulés à Calgary au Canada du 13 au 28 février 1988.

## Biathlon
| Épreuves                             | Or                                                                                    | Argent                                                                    | Bronze                                                               |
| ------------------------------------ | ------------------------------------------------------------------------------------- | ------------------------------------------------------------------------- | -------------------------------------------------------------------- |
| 10 km sprint résultats détaillés     | Frank-Peter Roetsch (GDR)                                                             | Valeri Medvedtsev (URS)                                                   | Sergueï Tchepikov (URS)                                              |
| 20 km individuel résultats détaillés | Frank-Peter Roetsch (GDR)                                                             | Valeri Medvedtsev (URS)                                                   | Johann Passler (ITA)                                                 |
| Relais 4×7,5 km résultats détaillés  | Union soviétique Dmitri Vassiliev Sergueï Tchepikov Alexandre Popov Valeri Medvedtsev | Allemagne de l'Ouest Ernst Reiter Stefan Höck Peter Angerer Fritz Fischer | Italie Werner Kiem Gottlieb Taschler Johann Passler Andreas Zingerle |

## Bobsleigh
| Épreuves                         | Or                                                                | Argent                                                                            | Bronze                                                                  |
| -------------------------------- | ----------------------------------------------------------------- | --------------------------------------------------------------------------------- | ----------------------------------------------------------------------- |
| Bob à deux résultats détaillés   | Union soviétique I Jānis Kipurs Vladimir Kozlov                   | Allemagne de l'Est I Wolfgang Hoppe Bogdan Musiol                                 | Allemagne de l'Est II Bernhard Lehmann Mario Hoyer                      |
| Bob à quatre résultats détaillés | Suisse I Ekkehard Fasser Kurt Meier Marcel Fässler Werner Stocker | Allemagne de l'Est I Wolfgang Hoppe Dietmar Schauerhammer Bogdan Musiol Ingo Voge | Union soviétique II Jānis Kipurs Guntis Osis Juris Tone Vladimir Kozlov |

## Combiné nordique
| Épreuves                       | Or                                                                | Argent                                               | Bronze                                                       |
| ------------------------------ | ----------------------------------------------------------------- | ---------------------------------------------------- | ------------------------------------------------------------ |
| Individuel résultats détaillés | Hippolyt Kempf (SUI)                                              | Klaus Sulzenbacher (AUT)                             | Allar Levandi (URS)                                          |
| Par équipe résultats détaillés | Allemagne de l'Ouest Thomas Müller Hubert Schwarz Hans-Peter Pohl | Suisse Fredy Glanzmann Hippolyt Kempf Andreas Schaad | Autriche Hansjörg Aschenwald Klaus Sulzenbacher Günther Csar |

## Hockey sur glace
| Or | Argent | Bronze |
| Union soviétique Ilia Biakine Igor Stelnov Viatcheslav Fetissov Alekseï Goussarov Alekseï Kassatonov Sergueï Starikov Viatcheslav Bykov Sergueï Iachine Valeri Kamenski Sergueï Svetlov Aleksandr Tchiornykh Andreï Khomoutov Igor Larionov Andreï Lomakine Sergueï Makarov Aleksandr Moguilny Anatoli Semionov Aleksandr Kojevnikov Igor Kravtchouk Vitālijs Samoilovs Sergueï Mylnikov Ievgueni Belocheïkine | Finlande Timo Blomqvist Kari Eloranta Jyrki Lumme Jukka Virtanen Arto Ruotanen Reijo Ruotsalainen Kai Suikkanen Raimo Helminen Iiro Järvi Esa Keskinen Erkki Lehtonen Reijo Mikkolainen Janne Ojanen Timo Susi Pekka Tuomisto Teppo Numminen Jari Torkki Jukka Tammi Jarmo Myllys | Suède Peter Andersson Anders Eldebrink Lars Ivarsson Lars Karlsson Mats Kihlström Tommy Samuelsson Mikael Andersson Bo Berglund Jonas Bergqvist Peter Eriksson Michael Hjälm Mikael Johansson Lars Molin Lars-Gunnar Pettersson Thomas Rundqvist Ulf Sandström Håkan Södergren Jens Öhling Thom Eklund Peter Åslin Anders Bergman Peter Lindmark |

## Luge
| Épreuves                          | Or                                                 | Argent                                           | Bronze                                                   |
| --------------------------------- | -------------------------------------------------- | ------------------------------------------------ | -------------------------------------------------------- |
| Simple hommes résultats détaillés | Jens Müller (GDR)                                  | Georg Hackl (FRG)                                | Yuri Kharchenko (URS)                                    |
| Double hommes résultats détaillés | Allemagne de l'Est 1 Jörg Hoffmann Jochen Pietzsch | Allemagne de l'Est 2 Stefan Krausse Jan Behrendt | Allemagne de l'Ouest 1 Thomas Schwab Wolfgang Staudinger |
| Simple femmes résultats détaillés | Steffi Walter (GDR)                                | Ute Oberhoffner (GDR)                            | Cerstin Schmidt (GDR)                                    |

## Patinage artistique
| Épreuves                            | Or                                                   | Argent                                              | Bronze                                |
| ----------------------------------- | ---------------------------------------------------- | --------------------------------------------------- | ------------------------------------- |
| Hommes résultats détaillés          | Brian Boitano (USA)                                  | Brian Orser (CAN)                                   | Viktor Petrenko (URS)                 |
| Femmes résultats détaillés          | Katarina Witt (GDR)                                  | Elizabeth Manley (CAN)                              | Debi Thomas (USA)                     |
| Couples résultats détaillés         | Union soviétique Ekaterina Gordeeva Sergueï Grinkov  | Union soviétique Ielena Valova Oleg Vassiliev       | États-Unis Jill Watson Peter Oppegard |
| Danse sur glace résultats détaillés | Union soviétique Natalia Bestemianova Andreï Boukine | Union soviétique Marina Klimova Sergueï Ponomarenko | Canada Tracy Wilson Robert McCall     |

## Patinage de vitesse
| Épreuves                                 | Or                      | Argent                   | Bronze                   |
| ---------------------------------------- | ----------------------- | ------------------------ | ------------------------ |
| 500 mètres hommes résultats détaillés    | Uwe-Jens Mey (GDR)      | Jan Ykema (NED)          | Akira Kuroiwa (JAP)      |
| 1 000 mètres hommes résultats détaillés  | Nikolay Gulyayev (URS)  | Uwe-Jens Mey (GDR)       | Igor Zhelezovski (URS)   |
| 1 500 mètres hommes résultats détaillés  | André Hoffmann (GDR)    | Eric Flaim (USA)         | Michael Hadschieff (AUT) |
| 5 000 mètres hommes résultats détaillés  | Tomas Gustafson (SWE)   | Leo Visser (NED)         | Gerard Kemkers (NED)     |
| 10 000 mètres hommes résultats détaillés | Tomas Gustafson (NED)   | Michael Hadschieff (AUT) | Leo Visser (NED)         |
| 500 mètres femmes résultats détaillés    | Bonnie Blair (USA)      | Christa Luding (GDR)     | Karin Kania (GDR)        |
| 1 000 mètres femmes résultats détaillés  | Christa Luding (GDR)    | Karin Kania (GDR)        | Bonnie Blair (USA)       |
| 1 500 mètres femmes résultats détaillés  | Yvonne van Gennip (NED) | Karin Kania (GDR)        | Andrea Ehrig (GDR)       |
| 3 000 mètres femmes résultats détaillés  | Yvonne van Gennip (NED) | Andrea Ehrig (GDR)       | Gabi Zange (GDR)         |
| 5 000 mètres femmes résultats détaillés  | Yvonne van Gennip (NED) | Andrea Ehrig (GDR)       | Gabi Zange (GDR)         |

## Saut à ski
| Épreuves                                       | Or                                                                     | Argent                                                           | Bronze                                                                            |
| ---------------------------------------------- | ---------------------------------------------------------------------- | ---------------------------------------------------------------- | --------------------------------------------------------------------------------- |
| Tremplin normal individuel résultats détaillés | Matti Nykänen (FIN)                                                    | Pavel Ploc (TCH)                                                 | Jiří Malec (TCH)                                                                  |
| Grand tremplin individuel résultats détaillés  | Matti Nykänen (FIN)                                                    | Erik Johnsen (NOR)                                               | Matjaž Debelak (YUG)                                                              |
| Grand tremplin par équipe résultats détaillés  | Finlande Ari-Pekka Nikkola Matti Nykänen Tuomo Ylipulli Jari Puikkonen | Yougoslavie Primož Ulaga Matjaž Zupan Matjaž Debelak Miran Tepeš | Norvège Ole Christian Eidhammer Jon Inge Kjørum Ole Gunnar Fidjestøl Erik Johnsen |

## Ski alpin
| Épreuves                                | Or                      | Argent                  | Bronze                    |
| --------------------------------------- | ----------------------- | ----------------------- | ------------------------- |
| Descente hommes résultats détaillés     | Pirmin Zurbriggen (SUI) | Peter Müller (SUI)      | Franck Piccard (FRA)      |
| Super-G hommes résultats détaillés      | Franck Piccard (FRA)    | Helmut Mayer (AUT)      | Lars-Börje Eriksson (SWE) |
| Slalom géant hommes résultats détaillés | Alberto Tomba (ITA)     | Hubert Strolz (AUT)     | Pirmin Zurbriggen (SUI)   |
| Slalom hommes résultats détaillés       | Alberto Tomba (ITA)     | Frank Wörndl (FRG)      | Paul Frommelt (LIE)       |
| Combiné hommes résultats détaillés      | Hubert Strolz (AUT)     | Bernhard Gstrein (AUT)  | Paul Accola (SUI)         |
| Descente femmes résultats détaillés     | Marina Kiehl (FRG)      | Brigitte Örtli (SUI)    | Karen Percy (CAN)         |
| Super-G femmes résultats détaillés      | Sigrid Wolf (AUT)       | Michela Figini (SUI)    | Karen Percy (CAN)         |
| Slalom géant femmes résultats détaillés | Vreni Schneider (SUI)   | Christa Kinshofer (FRG) | Maria Walliser (SUI)      |
| Slalom femmes résultats détaillés       | Vreni Schneider (SUI)   | Mateja Svet (YUG)       | Christa Kinshofer (FRG)   |
| Combiné femmes résultats détaillés      | Anita Wachter (AUT)     | Brigitte Örtli (SUI)    | Maria Walliser (SUI)      |

## Ski de fond
| Épreuves                                   | Or                                                                                  | Argent                                                                                    | Bronze                                                                          |
| ------------------------------------------ | ----------------------------------------------------------------------------------- | ----------------------------------------------------------------------------------------- | ------------------------------------------------------------------------------- |
| 15 km classique hommes résultats détaillés | Mikhail Devyatyarov (URS)                                                           | Pål Gunnar Mikkelsplass (NOR)                                                             | Vladimir Smirnov (URS)                                                          |
| 30 km classique hommes résultats détaillés | Alexey Prokurorov (URS)                                                             | Vladimir Smirnov (URS)                                                                    | Vegard Ulvang (NOR)                                                             |
| 50 km libre hommes résultats détaillés     | Gunde Svan (SWE)                                                                    | Maurilio De Zolt (ITA)                                                                    | Andy Grünenfelder (SUI)                                                         |
| Relais 4×10 km hommes résultats détaillés  | Suède Jan Ottosson Thomas Wassberg Gunde Svan Torgny Mogren                         | Union soviétique Vladimir Smirnov Vladimir Sakhnov Mikhail Devyatyarov Alexei Prokourorov | Tchécoslovaquie Radim Nyč Václav Korunka Pavel Benc Ladislav Švanda             |
| 5 km classique femmes résultats détaillés  | Marjo Matikainen (FIN)                                                              | Tamara Tichonova (URS)                                                                    | Vida Vencienė (URS)                                                             |
| 10 km classique femmes résultats détaillés | Vida Vencienė (URS)                                                                 | Raisa Smetanina (URS)                                                                     | Marjo Matikainen (FIN)                                                          |
| 20 km classique femmes résultats détaillés | Tamara Tichonova (URS)                                                              | Anfisa Reztsova (URS)                                                                     | Raisa Smetanina (URS)                                                           |
| Relais 4×5 km femmes résultats détaillés   | Union soviétique Swetlana Nagejkina Nina Gavriljuk Tamara Tichonova Anfisa Reztsova | Norvège Trude Dybendahl Marit Mikkelsplass Anne Jahren Marianne Dahlmo                    | Finlande Pirkko Määtä Marja-Liisa Kirvesniemi Marjo Matikainen Jaana Savolainen |

## Athlètes les plus médaillés
| Rang | Athlète                   | Sport               | Or | Argent | Bronze | Total |
| 1    | Yvonne van Gennip (NED)   | Patinage de vitesse | 3  | 0      | 0      | 3     |
| 1    | Matti Nykänen (FIN)       | Saut à ski          | 3  | 0      | 0      | 3     |
| 3    | Tamara Tikhonova (URS)    | Ski de fond         | 2  | 1      | 0      | 3     |
| 4    | Tomas Gustafson (SWE)     | Patinage de vitesse | 2  | 0      | 0      | 2     |
| 4    | Frank-Peter Roetsch (GDR) | Biathlon            | 2  | 0      | 0      | 2     |
| 4    | Vreni Schneider (SUI)     | Ski alpin           | 2  | 0      | 0      | 2     |
| 4    | Gunde Svan (SWE)          | Ski de fond         | 2  | 0      | 0      | 2     |
| 4    | Alberto Tomba (ITA)       | Ski alpin           | 2  | 0      | 0      | 2     |